# Marisol Ferrari
Marisol Ferrari (Uruguay) es una bailarina, maestra y coreógrafa venezolana.

## Biografía
En el año 1960, inicia sus estudios de ballet clásico y danza contemporánea en Uruguay con los maestros Maxim Koch y Hebe Rosa, en 1963 cursa sus estudios en la Escuela de Danza de la Facultad de Artes y Ciencias Musicales de la Universidad de Chile. En 1967 ingresa, por concurso de oposición, a la Compañía Oficial de Ballet del Uruguay. Sus maestros: William Dollar, María Ruanova, Eduardo Ramírez, Tito Barbón. Luego de culminar sus estudios en 1967 funda el grupo de danza contemporánea del teatro "La Máscara" de Montevideo-Uruguay. Por su destacada participación en las tablas como bailarina, maestra y coreógrafa la prensa uruguaya en 1968 le otorga el reconocimiento como Revelación del Año como joven bailarina y coreógrafa.
El 31 de octubre de 1968 llega a (Maracaibo, Venezuela) donde junto a Cesar David Rincón, para entonces director de Cultura de La Universidad del Zulia (LUZ) introdujo un proyecto de ballet de cámara el cual fue realizado por el grupo de ballet de La Universidad del Zulia.